# THUMB RISE AGAIN
『THUMB RISE AGAIN』（サム・ライズ・アゲイン）は、JAM Projectの3枚目のオリジナルアルバム。2013年10月23日にLantisから発売された。

## 概要
前作『THE MONSTERS 〜JAM Project BEST COLLECTION IX〜』からほぼ1年振り、オリジナルアルバムとしては『MAXIMIZER 〜Decade of Evolution〜』以来約3年4ヶ月振りにリリースされた。

楽曲はメンバー全員参加で製作されており、シンフォニック作品で共演した音楽家服部隆之やロサンゼルスで録音された海外ミュージシャンとのコラボも含まれている。

アルバムジャケット写真や表題曲『THUMB RISE AGAIN』ミュージッククリップはロサンゼルスで撮影された。

## 収録曲
1. Groundbreakers [7:46]
作詞：影山ヒロノブ、作曲・編曲：服部隆之
2. THUMB RISE AGAIN [4:33]
作詞・作曲：影山ヒロノブ、編曲：栗山善親・寺田志保
3. Rage against the intrigue [4:49]
作詞・作曲：影山ヒロノブ、編曲：栗山善親
4. Fight on ! [5:33]
作詞・作曲：きただにひろし、編曲：須藤賢一
5. Live True [5:08]
作詞：奥井雅美、作曲：きただにひろし・奥井雅美、編曲：Tom Keane
6. Amor～とある男の物語～ [4:59]
作詞：奥井雅美、作曲：福山芳樹、編曲：Kenz・福山芳樹
7. 侍パーリー [3:53]
作詞・作曲：遠藤正明、編曲：R・O・N
8. Frontiers [5:23]
作詞：きただにひろし・奥井雅美、作曲：きただにひろし、編曲：寺田志保・栗山善親
9. MIKAZUKI～天赦日～ [4:37]
作詞・作曲：奥井雅美、編曲：寺田志保
10. Light and Shadow [4:47]
作詞・作曲：きただにひろし、編曲：長澤孝志
11. Lost my heart 〜風の記憶〜 [4:15]
作詞・作曲：影山ヒロノブ、編曲：鈴木マサキ
12. Viva My Life [4:39]
作詞・作曲：影山ヒロノブ、編曲：寺田志保・栗山善親
13. Long way to go [2:05]
作詞：影山ヒロノブ、作曲：きただにひろし、編曲：服部隆之